# Fraser (Míchigan)
Fraser es una ciudad ubicada en el condado de Macomb en el estado estadounidense de Míchigan. En el Censo de 2010 tenía una población de 14480 habitantes y una densidad poblacional de 1.344,9 personas por km².

## Geografía
Fraser se encuentra ubicada en las coordenadas 42°32′16″N 82°56′48″O / 42.53778, -82.94667. Según la Oficina del Censo de los Estados Unidos, Fraser tiene una superficie total de 10.77 km², de la cual 10.73 km² corresponden a tierra firme y (0.38%) 0.04 km² es agua.

## Demografía
Según el censo de 2010, había 14480 personas residiendo en Fraser. La densidad de población era de 1.344,9 hab./km². De los 14480 habitantes, Fraser estaba compuesto por el 91.98% blancos, el 3.91% eran afroamericanos, el 0.51% eran amerindios, el 1.46% eran asiáticos, el 0.01% eran isleños del Pacífico, el 0.3% eran de otras razas y el 1.84% pertenecían a dos o más razas. Del total de la población el 2.05% eran hispanos o latinos de cualquier raza.